# Batalla de Ocaña
La batalla de Ocaña fue un enfrentamiento militar de la Guerra de la Independencia Española. Tuvo lugar el 19 de noviembre de 1809 junto al municipio toledano de Ocaña. Enfrentó a un ejército francés de unos 40 000 infantes, 6000 caballos y numerosa artillería al mando del rey José I Bonaparte, con el Mariscal Soult como Jefe de Estado Mayor, con otro español de unos 51 869 hombres, de los cuales 5766 eran de caballería, con 55 piezas de artillería al mando del general Aréizaga.

## Preparación a la guerra
Después de la batalla de Talavera, Francisco de Eguía sucedió al general Cuesta en el mando del Ejército de Extremadura. Cumpliendo las órdenes de la Junta Central, Eguía pasó a reunirse con el Ejército de La Mancha, que derrotado en la batalla de Almonacid de Toledo se había instalado en Sierra Morena, sentando a finales de septiembre su Cuartel General en el municipio ciudarrealeño de Daimiel, donde tomó el mando. Situado el ejército de lord Wellington en Portugal, Eguía sólo había dejado en Extremadura unos 12 000 hombres al mando del duque de Alburquerque. 
El ejército formado por la Junta Central era el mejor y más fuerte que España había conseguido reunir tras el desastre de Tudela, gracias a los uniformes, las armas y el equipamiento enviados por los aliados británicos. Los efectivos con los que contaba el 3 de octubre eran 51 896 infantes, 5766 caballos, 35 piezas de artillería y algunas compañías de zapadores.
En cuanto al ejército francés, ya concentrado de nuevo después de su victoria de Almonacid de Toledo, efectuó un movimiento ofensivo en dirección a Daimiel, por Villarrubia de los Ojos con el I Cuerpo al mando del mariscal Víctor, y por Villarta de San Juan a Manzanares con el IV Cuerpo del mariscal Sebastiani, lo que obligó de nuevo al Ejército de La Mancha a volver a su refugio de Sierra Morena. Este hecho disgustó en extremo a la Junta Central, que acariciaba la idea de arrojar al enemigo de Madrid, y el general Eguía fue destituido debido a su irresolución y conducta en extremo prudente, sucediéndole en el cargo el general Juan Carlos de Aréizaga, quien se había dado a conocer recientemente en la batalla de Alcañiz y se encontraba en Lérida, comisionado por el general Blake para preparar la resistencia de la ciudad a los ataques de los franceses de Aragón. Fue nombrado Jefe del ejército del Centro el 22 de octubre de 1809, tomando posesión al día siguiente.

## Movimientos previos
El 3 de noviembre, Aréizaga se traslada con sus tropas pasando del Cuartel general a Santa Cruz de Mudela y el 7 de noviembre a Herencia. Las tropas de Aréizaga estaban organizadas en una vanguardia, siete divisiones de infantería y otra de caballería, mandadas respectivamente por los brigadieres Zayas, Luis Lacy, Gaspar de Vigodet, Pedro Agustín Girón, Francisco González Castejón; mariscales de campo Tomás de Zeraín y Pelegrin Jácome; brigadieres Francisco Cópons y mariscal de campo Manuel Freire, muy experto el último en el manejo de la caballería. 
La caballería precedía al ejército para explorar el terreno, que se apresuraban a abandonar los jinetes imperiales franceses de Milhaud y París al ver la rapidez con que avanzaban los españoles. A pesar de ello, tuvieron lugar algunos combates, como sucedió en la Cuesta del Madero y a las mismas puertas de Ocaña, junto a cuya villa se encontraba ya reunido el 11 de noviembre todo el ejército español, habiéndola abandonado la noche anterior la brigada Milhaud y la división polaca del IV Cuerpo, que se replegaron hacia Aranjuez. 
Aréizaga se dispuso el 14 de noviembre a efectuar el paso del Tajo, la División Lacy por Colmenar de Oreja y el resto del ejército por Villamanrique de Tajo, donde a uno y otro vado desplegaron los ingenieros españoles dos puentes de carros. Dicha operación se vio entorpecida por un temporal que duró tres días. Este inesperado contratiempo desconcertó a Aréizaga y desistió de ella, perdiendo un tiempo precioso, pues mientras él permanecía en Santa Cruz de la Zarza en la mayor indecisión, los franceses reunían en Aranjuez todas sus fuerzas al mando del rey José Bonaparte en persona, con el mariscal Soult: 40 000 infantes, 6000 caballos y numerosa artillería que mandaba el general Sénarmont. Sin embargo, recelosos todavía los franceses y sin resolverse a tomar la ofensiva, dejaron que Aréizaga avanzase de nuevo a Ocaña el 18 de noviembre, donde hubo un choque de caballería en Ontígola, pudiendo el general español establecer allí tranquilamente sus tropas en la mañana del 19 de noviembre, al saber que los franceses habían al fin determinado atacarle.

## Primeros ataques

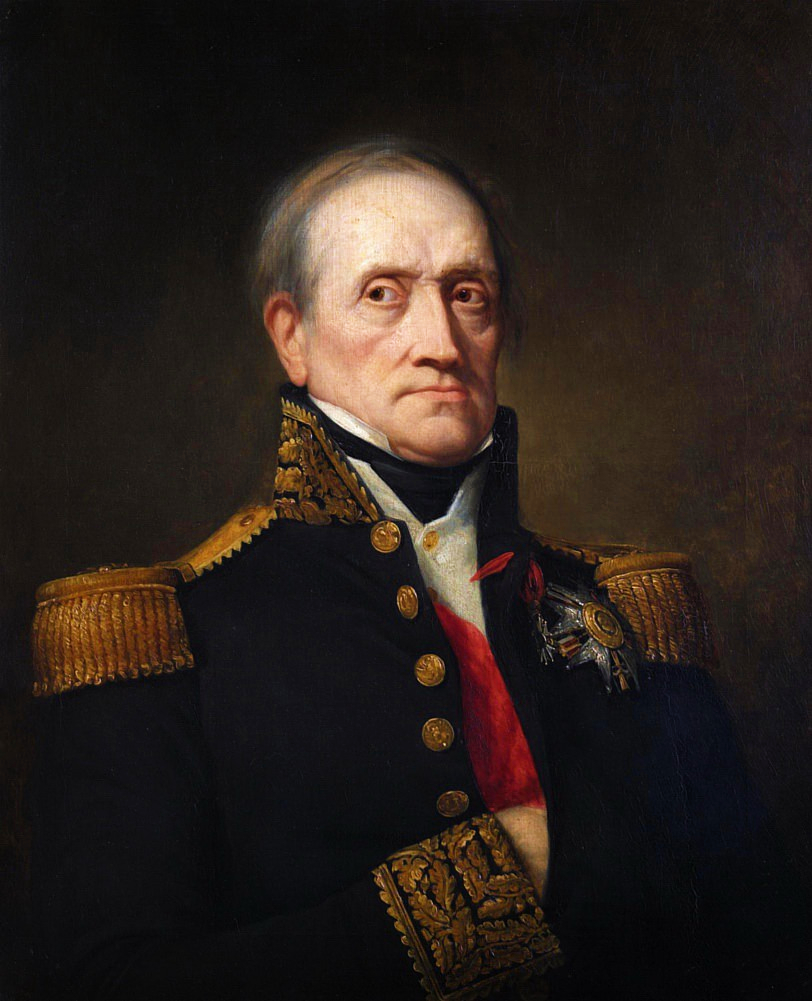
Nicolas Jean de Dieu Soult, Duque de Dalmacia, Mariscal de Francia con Napoleón y Ministro con Luis XVIII y Luis Felipe de Orleans

El Ejército español formó en dos líneas a derecha e izquierda de Ocaña con la caballería en los flancos: el grupo mayor, mandado por el general Freire, a la derecha, un poco a retaguardia y el otro grupo al mando del coronel Ossorio. A las diez de la mañana rompieron el fuego las guerrillas de uno y otro ejército, dirigiéndose el mariscal Mortier con las divisiones polaca y alemana del IV Cuerpo, apoyadas por otra del V Cuerpo, contra la derecha y centro del ejército español, mientras la de Dessolles se presentaba al frente de Ocaña por la derecha de aquellas y el general Sénarmont establecía casi toda la artillería de ambos cuerpos en una prominencia que dominaba perfectamente el campo de acción, quedando en reserva con la Guardia Real y las tropas restantes. 
La caballería imperial francesa, puesta a las órdenes del general Sebastiani, dio un gran rodeo para practicar un movimiento envolvente sobre la derecha española, objetivo principal del ataque.

## Comienza la batalla
La primera acometida de los soldados polacos fue rechazada por los españoles, que salieron a su encuentro y sólo pudieron ser contenidos en su avance por la artillería francesa, bajo cuya protección se rehízo de nuevo el frente polaco. El frente español reiteró el ataque con más energía y pese a los esfuerzos de su artillería fue empujada la línea española a retaguardia, teniendo al fin que efectuar un cambio de frente, ante la amenaza de la caballería de Sebastiani que se divisaba ya hacia su flanco. Dicho movimiento, difícil en circunstancias tan críticas, incluso para tropas veteranas, lo efectuaron las tropas españolas, unas en desorden, otras con el mayor aplomo y serenidad, sobre todo las de la 1.ª División, cuyo jefe, el brigadier Lacy, empuñando la bandera del regimiento de Burgos para alentar a los suyos, escarmentó a los que de cerca le acosaban, siendo herido el general francés Lewal, que perdió además uno de sus ayudantes. También fue gravemente herido, por la parte española, el marqués de Villacampo, ayudante de Lacy. 
Viendo el mariscal Mortier que flaqueaba su primera línea, mandó a Girard que con su división (la 1.ª del V Cuerpo) marchase por los intervalos de aquella contra los españoles, los cuales, observando que por su izquierda las tropas de Desolles estaban próximas a penetrar en Ocaña y que por su derecha la caballería española huía ante la gran masa de jinetes franceses dispuestos a la carga, cedieron al fin buscando el apoyo de la vanguardia.

## Final de la batalla
Poco más tarde del mediodía, la caballería imperial francesa, dejando cortados en su rápido movimiento envolvente regimientos enteros, obligó al ejército español a rendir las armas. En las filas españolas, todo fue confusión y pánico, siendo impotentes los jefes y oficiales para contener la dispersión. 
Zayas, recibiendo a cada instantes órdenes contradictorias, se mantuvo algún tiempo en su puesto, pero ocupada la villa de Ocaña por los soldados de Girard y de Desolles, tuvo también que retirarse, aunque lo hizo en buen orden, retrocediendo paso a paso hasta llegar a Dosbarrios, donde fue al fin envuelto en la derrota general. Tan sólo la división Vigodet pudo mantenerse unida y en formación ordenada gracias al ejemplo del regimiento de la Corona, cuyo Cuerpo, rodeado de franceses, juró ante su coronel José Luis de Lioni no separarse de sus oficiales, y salvar cinco piezas de artillería con sus carros de municiones, sirviendo aquella División de núcleo para que se le reuniesen algunos Cuerpos de las restantes y unos 200 caballos. Esta columna se dirigió a Yepes, más tarde a La Guardia, y hallando este pueblo ocupado por el enemigo a Turleque, en cuyo punto volvió a ponerse a las órdenes de su general en jefe, sin haber dejado en tan largo y tortuoso camino ni un hombre ni una pieza.
Aréizaga permaneció durante toda la batalla encaramado en una de las torres de Ocaña, atalayando el campo, pero sin dar disposición alguna ni dirigir la marcha del combate y después tomó el camino de Dosbarrios, La Guardia y Daimiel, donde el 20 de noviembre informó a la Junta Central de la catástrofe. Ésta fue espantosa, pues 4000 hombres resultaron muertos o heridos, de 15 000 a 20 000 prisioneros y se perdieron 40 cañones, equipajes, víveres, etc., casi todo el material del ejército español. El regimiento de España perdió sus dos primeros jefes, 35 oficiales y 800 soldados entre muertos, heridos y prisioneros; el de Málaga las dos terceras partes de su fuerza, y así la mayor parte de los Cuerpos. A pesar del desastre y la derrota sufrida, Aréizaga recibió el agradecimiento de la Junta Central y compensaciones por los servicios prestados.